# Asciadium coronopifolium
Asciadium coronopifolium är en flockblommig växtart som beskrevs av August Heinrich Rudolf Grisebach. Asciadium coronopifolium ingår i släktet Asciadium och familjen flockblommiga växter. Inga underarter finns listade i Catalogue of Life.